# Lesión medular y sexualidad
La sexualidad es algo inherente al ser humano, puesto que nacemos con la necesidad primaria de contacto corporal placentero. Todo ser humano es un “ser sexuado”. En este sentido, debemos dar importancia a la actividad afectiva y sexual (López, 2002).
La sexualidad asociada a las personas con discapacidad, ha sido tradicionalmente un tema tabú. Todavía hoy existen numerosos prejuicios acerca de sus necesidades. (López, 2002).
La mayoría de la población con lesión medular se encuentra en el tramo de edad joven-adulta, cobrando el tema de las relaciones sexuales un especial interés. Por ello, es importante que se incluya la reeducación sexual en el tratamiento integral de la persona, que habitualmente lo llevan a cabo un equipo multidisciplinar compuesto por profesionales de la medicina, enfermería, fisioterapia, terapia ocupacional y psicología entre otros.
Debido a que la sexualidad y las disfunciones sexuales en ambos sexos son dispares, es importante abordar este tema de forma individual, haciendo una diferenciación entre hombres y mujeres.

## Mitos de la sexualidad en lesión medular
Algunos ejemplos serían los siguientes:
- Las personas en sillas de ruedas no son atractivas para personas sin discapacidad.
- Las personas con lesión medular son asexuales.
- Es una tragedia estar en silla de ruedas, por ello son dignos de veneración e inspiración para los demás.
- Las personas con lesión medular pueden transmitir su lesión a sus hijos.
- Deben hacer su vida y casarse con otras personas con lesión medular.
- La lesión motora impide que estas personas experimenten deseos sexuales puesto que lo motor les permite el movimiento requerido para un coito.
- La incontinencia en las personas con lesión los hace sexualmente desagradables y termina anulando la relación.
- La relación sexual que culmina con el orgasmo es esencial para el placer sexual.
- Las personas con lesión medular no experimentan orgasmos.

## Sexualidad en el hombre

### Trastornos sexuales en función del nivel de lesión

#### Lesión alta (por encima de D12- D10)
- La erección es mecánica o refleja pero no es sentida por el paciente.
- Desencadenarla es fácil pero ocurre de forma casual.
- La calidad es buena ya que la erección dura mientras dure el estímulo que la ha desencadenado y cesa cuando el estímulo se vuelve insuficiente.
- Las relaciones sexuales son posibles, pero la destumescencia es más o menos rápida tras la penetración intravaginal.
- La eyaculación no es controlable, ni tampoco previsible, es teóricamente posible pero a menudo cuesta obtenerla.
- La primera eyaculación posterior a la lesión va acompañada de una sensación de presión intratorácica o abdominal con cefaleas, sudores, náuseas (este fenómeno desaparece con la repetición de las eyaculaciones).
- No se siente el orgasmo y este puede ir acompañado de un fenómeno de hiperreflexia autónoma en los pacientes que presenten lesiones superiores a D6.

#### Lesión intermedia (de D12- L1)
En este caso cuando el centro sacro está bajo la lesión, la erección es refleja, la eyaculación es muy difícil e incluso imposible y no se siente el orgasmo.
Cuando el centro sacro esta dañado (el síndrome de la lesión se extiende entonces a todo el cono medular terminal), no hay erección, eyaculación, ni posibilidad de actividad sexual con penetración vaginal.

#### Lesión baja (inferior a L1)
El shock espinal es muy largo pudiendo durar entre 2 y 5 años (Leriche, 1981).
Cuando el centro sacro esta intacto:
- La erección es mixta (refleja y psicógena). Es sentida como la necesidad de orinar.
- La calidad es peor en la erección refleja.
- Las relaciones sexuales son posibles en la mitad de los casos.
- La eyaculación es posible, precoz, babosa.

El orgasmo produce una sensación parecida a la previa a la lesión, pero debilitada acompañada de una sensación dolorosa en la cara interna de los muslos.
Cuando el centro sacro esta en el área de la lesión:
- La erección es psicógena.
- La calidad es mala.
- En principio las relaciones sexuales no son posibles.
- La eyaculación es babosa.
- El orgasmo es débil.

Cuanto más baja es una lesión más repercusiones tiene en la erección (J. M. Kellet, 1990).

### Función eyaculatoria en la lesión medular
La función eyaculatoria se coordina desde el cerebro que envía mensajes a través de la médula espinal para estimular la erección y después la eyaculación. Después de una lesión en la médula espinal, el estímulo desde y hacia el cerebro se puede interrumpir y probablemente sea ésta la razón por la cual la mayoría de los hombres con lesión en la médula espinal no pueden eyacular durante la relación sexual.
La lesión interfiere con su capacidad para responder a la estimulación sexual normal y para eyacular de manera normal. Una lesión incompleta puede permitir que haya un estímulo desde el cerebro. Debido a que las vías de reflejos (rutas que no involucran el control del cerebro) pueden quedar intactas después de la lesión, se pueden utilizar métodos artificiales de estimulación para inducir la eyaculación y recuperar el semen.
Los hombres con lesión en la médula espinal enfrentarán retos para lograr el embarazo con sus parejas debido a los efectos que tiene la lesión en la calidad de los espermatozoides. Una de las razones principales para la infertilidad es la anormalidad de baja movilidad de los espermatozoides.
- La mayoría de los espermatozoides inmóviles están muertos.[4]

- Los espermatozoides son frágiles y rápidamente pierden su capacidad para nadar.[5]

- La baja movilidad de los espermatozoides no se correlaciona con el nivel de la lesión, la edad, el tiempo después de la lesión o la frecuencia de eyaculación.[6][7]

- La calidad del semen (número de espermatozoides y su movilidad) no disminuye progresivamente en los años posteriores a la lesión.[8]

- Los problemas del semen que se ven en hombres con lesión en la médula espinal no se ven comúnmente en otros hombres infértiles.[7]

## Sexualidad en la mujer

### Trastornos sexuales
Las alteraciones más relevantes relacionadas con su función sexual y su posible maternidad son:
- Disminución de la capacidad de lubricación y concienciación orgásmica,
- Dificultad para llegar al orgasmo si la lesión es completa y se sitúa por encima del segmento lumbar L2 (algunos autores defienden la percepción orgásmica genital en niveles altos), así como los especiales cuidados que deben tener a lo largo del período de gestación y en el parto.
- La fertilidad de la mujer con lesión medular, así como la libido y su capacidad para dar a luz, no está disminuida después de la lesión (Sánchez Ramos y De Pinto, 2000).

Es normal que tras la lesión, en el periodo agudo, se produzca una fase de amenorrea transitoria, de duración irregular entre 0 y 6 ciclos. Debido a ello es recomendable asegurarse de la existencia o no de un embarazo. Una vez recuperada la menstruación, recupera también la capacidad normal de engendrar hijos.
Para muchas mujeres con lesión medular, el cambio o pérdida de la sensación genital es uno de los impactos mayores tras la lesión. Aun así, la incontinencia urinaria puede que sea la mayor razón para restringir, y a veces evitar, las actividades sexuales.

### Embarazo y parto
La mujer recupera su capacidad para embarazarse y tener un parto poco tiempo después de instaurarse una lesión medular traumática, aunque puede observar una amenorrea postraumática, esta tiene una duración promedio de 4 meses (Bernard, 1992). Sin embargo , el embarazo puede estar contraindicado mientras la mujer elabora el periodo de duelo, adquiere habilidades de autocuidado, acepta su nueva imagen corporal y recupera su autoestima.
Es importante conocer las distintas complicaciones que pueden surgir durante la gestación:
- Incremento de infecciones de orina.
- Aumento de la espasticidad.
- Mayor riesgo de úlceras por presión.
- Aumento del estreñimiento.
- Incremento de anemias.
- Problemas respiratorios en lesiones altas.
- Complicaciones tromboembólicas.

Respecto al posparto, se debe tener especial cuidado con la zona perigenital, reeducar los esfínteres, y prestar especial atención a la posible aparición de una depresión posparto, ya que este colectivo presenta un gran riesgo de padecerla.

## Paraorgasmo
El paraorgasmo, llamado así porque no es provocado por la estimulación de los órganos genitales, es un orgasmo real, en el cual la parte no paralizada del cuerpo es la que toma el relevo.
Las zonas erógenas de la parte superior del cuerpo se hacen más sensibles a las caricias y provocan sensaciones de placer intenso al ser tiernamente solicitadas por la pareja, alcanzándose así el orgasmo.
El orgasmo no se siente a partir del nivel sensitivo S2 completo.